# 边佐县
边佐县，一译平佐县，是柬埔寨波萝勉省下辖的一个县。
据1998年人口普查，此县共有66,413人。